# 藤原定時
藤原 定時（ふじわら の さだとき）は、平安時代中期の貴族。藤原北家小一条流、左大臣・藤原師尹の長男。官位は従五位下・侍従。
室は宇多源氏の祖の左大臣・源雅信の娘。百人一首で有名な藤原実方は長男で、定時の早世のため叔父・藤原済時の養子となった。

## 系譜
- 父：藤原師尹
- 母：藤原定方の娘
- 兄弟
  - 弟：済時
  - 弟：定昭
  - 女：藤原芳子
- 妻：源雅信の娘
  - 男子：実方
  - 男子：実光
  - 女子：鈴木重武（掃部允）母[1][2]